# Хандагай (Бурятія)
Хандагай (бур. Хандагай, букв. «Лось») — селище Хоринського району, Бурятії Росії. Входить до складу сільського поселення Кульське.
Населення — 448 осіб (2015 рік).